# Atletika na OI 1932. – žensko bacanje koplja
Žensko bacanje koplja na Olimpijskim igrama 1932. održano je na Olimpijskom stadionu u Los Angelesu 31. srpnja.
To je bilo prvo izdanje ženskog bacanja koplja na Olimpijskim igrama uopće.
Amerikanka Babe Didrikson osvojila je zlato s prebačenim olimpijskim rekordom. Njemica Ellen Braumüller osvojila je srebrno. a njezina sunarodnjakinja Tilly Fleischer brončano odličje.

## Rezultati
| Plasman | Atletičarka      | Država   | Daljina | Bilješka |
| ------- | ---------------- | -------- | ------- | -------- |
|         | Babe Didrikson   | SAD      | 43,69   | OR       |
|         | Ellen Braumüller | Njemačka | 43,50   |          |
|         | Tilly Fleischer  | Njemačka | 43,01   |          |
| 4.      | Masako Shinpo    | Japan    | 39,08   |          |
| 5.      | Nan Gindele      | SAD      | 37,95   |          |
| 6.      | Gloria Russell   | SAD      | 36,74   |          |
| 7.      | María Uribe      | Meksiko  | 33,66   |          |
| 8.      | Mitsue Ishizu    | Japan    | 30,81   |          |

Napomena: OR označava olimpijski rekord.